# Страх од Џеки Чена
Страх од Џеки Чена је рок група из Горњег Милановца.

## Историјат
Наступали су на бројним концертима у Горњем Милановцу и другим градовима Србије, као и на Belgrade Beer Fest-у (2014), Маскенбалу КСТ-а (2014), (Belgrade Demo Fest Live) 2014. и MTV Lake fest-у у Никшићу.
Појавили су се у такмичарском делу 48. Зајечарске гитаријаде (2014).

## Садашња постава
- Марко Божовић - певање
- Стефан Димитријевић - соло гитара
- Марко Павловић - ритам и акустична гитара
- Јован Дмитровић - бас гитара
- Андрија Јовановић - бубњеви

## Награде
- 2014. Победа на Београдском демо фесту (Belgrade Demo Fest Live)[5]